# Kaszpi-mélyföld
A Kaszpi-mélyföld (orosz: Прикаспи́йская ни́зменность, kazak: Каспий маңы ойпаты) alacsonyan fekvő síkság Oroszországban és Kazahsztánban, amely a Kaszpi-tenger északi részét veszi körül. A Kelet-európai-síkvidék és szűkebb környezetben az Aral-Kaszpi-mélyföld  része, mely utóbbi a Kaszpi-tenger és az Aral-tó körül fekszik. Észak felé a Kaszpi-alföldbe megy át.
Területe mintegy 200 ezer km². Észak–déli szélessége max. 550 km, nyugat–keleti hosszúsága max. 770 km. 
A Kaszpi-tenger vízszintje -28 méterrel van a tengerszint alatt, de a mélyföld a tengertől távolabb, több helyen ennél még mélyebbre süllyed; a tengertől keletre fekvő, Kazahsztánhoz tartozó Mangislak- (kazak: Mangistau-) félszigeten -132 méter a legmélyebb pontja.
A negyedidőszakban tengerfenék volt. Felszíne homokos-agyagos.
Nyugaton sztyepp-félsivatag, északon és keleten homokos félsivatag-sivatag alakult ki.

## Vízrajz
A Volga, az Urál és a Tyerek folyók szelik át, az Emba és a Kuma vize többnyire csak áradáskor éri el a tengert. A Volga, Európa leghosszabb és legbővizűbb folyója viszont széles deltával éri el a tengert. A Volga-delta megközelítőleg 500 ágból, csatornából és kisebb folyókból áll. Természetvédelmi terület, és mint ilyen, a vándormadarak fontos megállója.
Sok szikes tó található: Elton, Baszkuncsak, Inder, Botkul stb. E tavak vize a forró nyárban elpárolog, s a só mint valami fehér páncél, vastag rétegben ragyog a szikrázó napsütésben.

## Éghajlat
Éghajlata kontinentális, kevés csapadékkal (100–350 mm), zord és többnyire hó nélküli telekkel. Gyakran fúj száraz szél. 

## Bányászat
Ásványkincsei: kőolaj és földgáz, a tavakban konyhasó és borátok.

## Városok
A mélyföld két legnagyobb városa az orosz Asztrahán, és az Atirau Kazahsztán területén.